# Fabliau
Fabliau (z fr. fabliau [čti fablijó] = bajka, mn. č. fabliaux) je literární žánr mimořádně oblíbený ve středověké francouzské literatuře, zejména 12.–14. století. Jde o krátké vtipné veršované povídky (nejčastěji ve sdruženě rýmovaném osmislabičném verši). Fabliaux byly většinou lidového či pololidového původu (někdy jsou známa jména autorů, např. Ruteboueuf, Jean de Boves, Jean de Condé) a byly recitovány na veřejných místech či při soukromých oslavách specializovanými přednašeči, tzv. fableory. Příběhy fabliaux čerpaly z všedního městského života, někdy jsou převzaty ze starší literatury, např. z Gesta Romanorum a středověkých sbírek exempel, často jde o satiry na nemravný život kněžstva. Bývají formálně a stylisticky špatné, podávají erotické příhody s příliš hrubým humorem, patří ale k základním dílům francouzské literatury. Jsou vynikajícím svědectvím o reáliích francouzského středověku. Jejich děj a náměty často využívali pozdější autoři pro svou původní tvorbu, např. Molière či La Fontaine.